# アクセサリーシュー

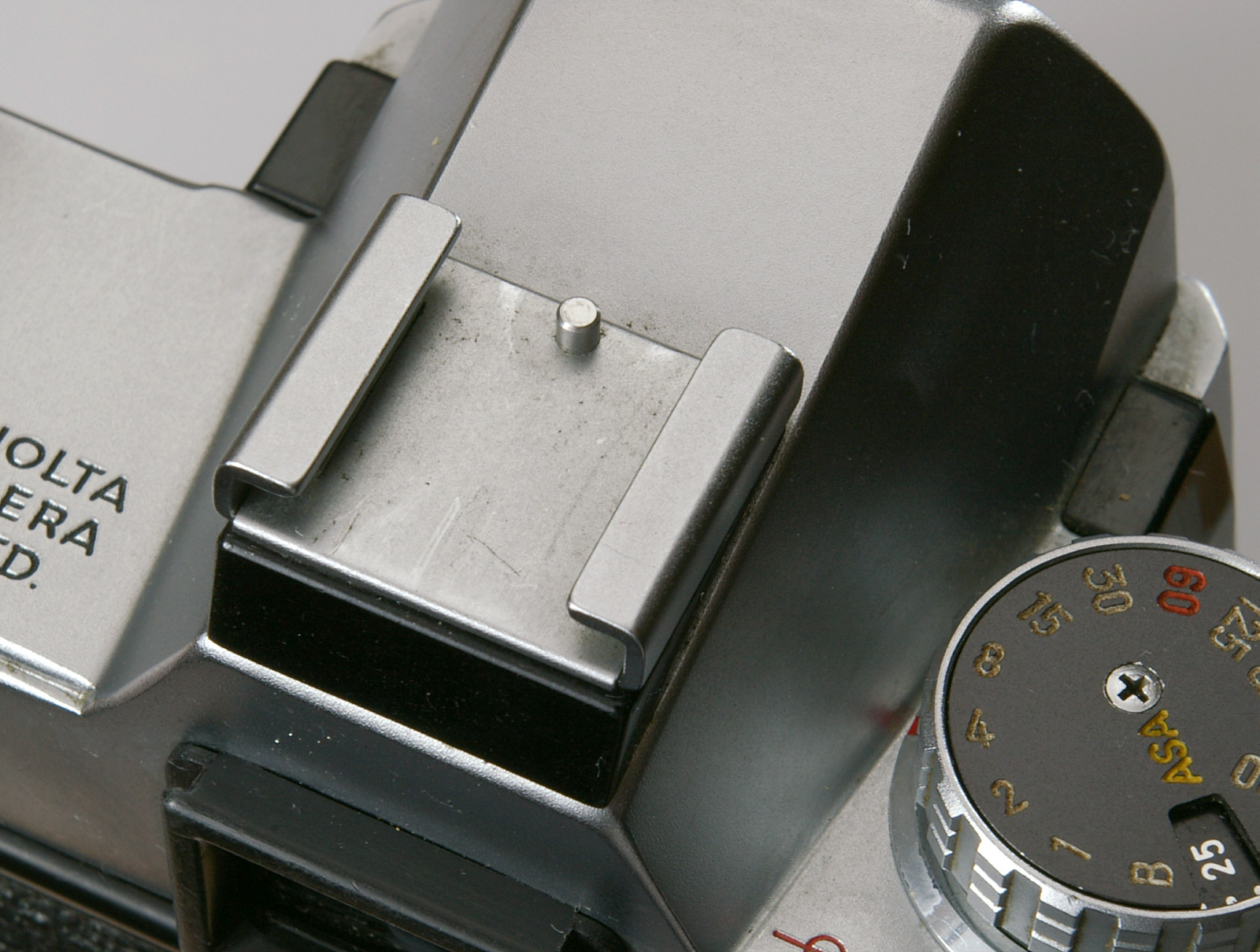
ミノルタ SRT101のアクセサリーシュー
電気接点は設けられていない

アクセサリーシューとは、カメラに外付けのフラッシュやファインダーを機械的に取り付ける部位、仕組み。のちに電気的な接点を追加されたものをホットシューという。

## 概要

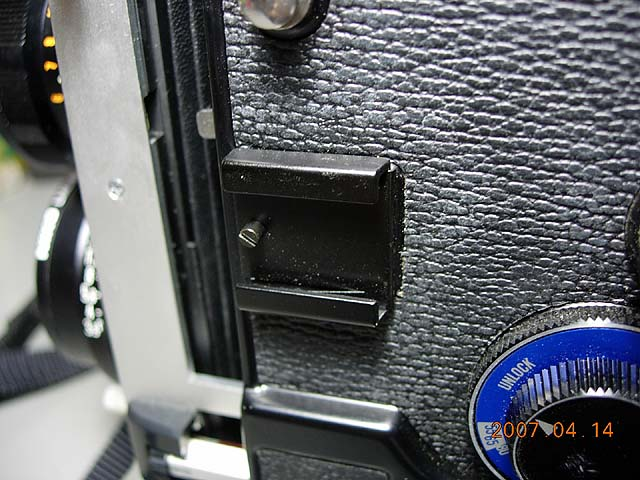
マミヤC330ProSのアクセサリーシュー

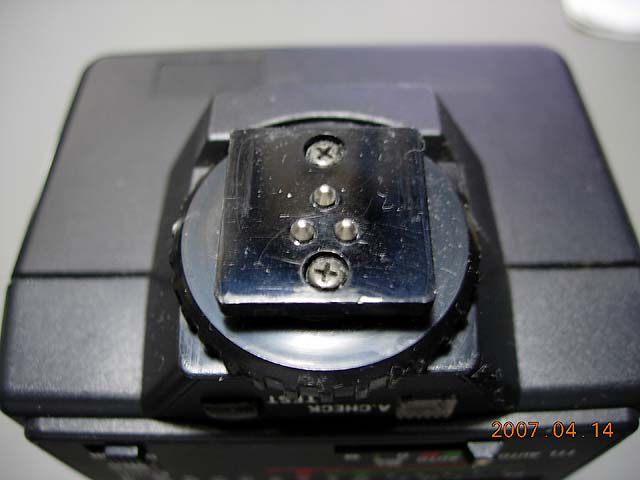
ペンタックスAF280Tの接続部分。TTL調光用などの複数の接点が見える。

アクセサリーシューは、35mmカメラではカメラ上部、6×6cm判二眼レフカメラでは本体の左側に位置するのが一般的である。それ以外のカメラでは、カメラによって位置がまちまちである。古い一眼レフカメラなどではこのアクセサリーシューがなく、ファインダーの溝や巻き戻しクランク上部に別売のアクセサリーシューを取り付けるものもあった。
クリップオンフラッシュを作動させるためのシンクロ接点を内蔵したものを特にホットシューと呼ぶ。ホットシュー登場後、接点のないアクセサリーシューはコールドシューとも呼ばれるようになった。
ミノルタ／ソニーのα（アルファ）シリーズ一眼レフカメラは、α7700i（1987年）からソニーα77、NEX-7（2011年）まで独自形状のオートロックアクセサリーシューを採用しており、汎用のシュー形状を持つフラッシュやアクセサリーは直接装着できず、変換アダプターの使用を要する。
カメラ以外にも、ブラケットやスレーブユニットなどアクセサリーシューを持つカメラ用品がある。

## 歴史

### アクセサリーシューの登場

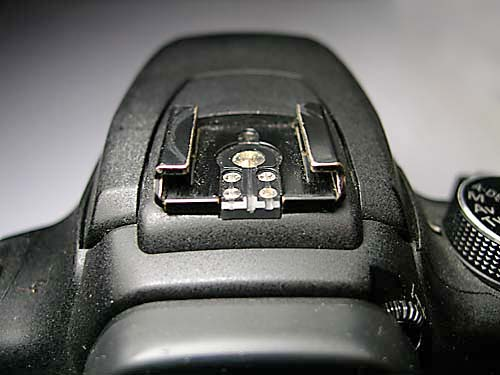
接点が並ぶデジタル一眼レフカメラのアクセサリーシュー

バルナックライカやライカM型などのレンズ交換式のレンジファインダーカメラで、ある程度以上の望遠、広角撮影を行うためには外付けのファインダーが必要になる。また、このうち距離計のないカメラには単独の距離計をつけなければ実用的な望遠撮影はできない。アクセサリーシューは当初、そのようなアクセサリーを取り付ける用途に使われた。
キヤノンのレンジファインダーカメラの一部では、ここに距離計に連動して上下するピンが装備され、専用のファインダーを装着するとレンズの繰り出しにあわせてパララックスが補正されるような仕組みを持っていた。
近年のデジタルカメラの一部には、オプションの電子ビューファインダーの装着箇所をアクセサリーシューとしている製品がある。

### ホットシューの登場と接点の追加

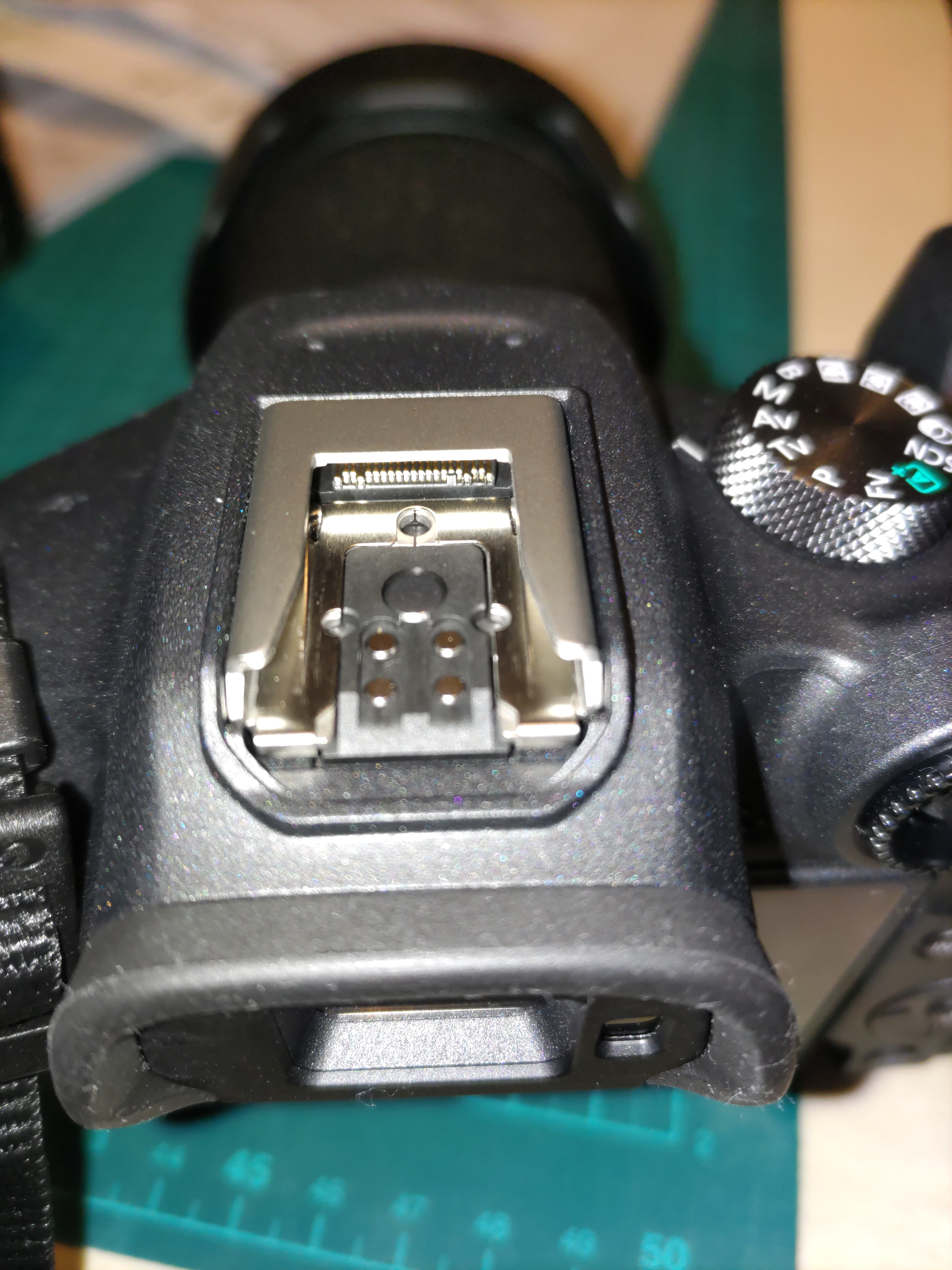
キヤノンR7のマルチアクセサリーシュー
従来型接点の奥に多数の接点が見える

フラッシュガンによる室内・夜間撮影がプロカメラマンや愛好家に普及し、アクセサリーシューに取り付ける小型のフラッシュガンが登場した。当初アクセサリーシューに接点はなく、発光には別途シンクロケーブルを介してカメラのフラッシュ用接点へ接続するのは一般的であった。小型のクリップオンフラッシュが登場し、一般家庭においても使用されるようになると、シンクロケーブルを接続する手間が厭われるようになり、シンクロ接点を内蔵したホットシューが出現した。
ただし当時のクリップオンフラッシュは光量を調節する機能がまったくないか、フラッシュ自体に調光機能がある（いわゆる外光式オート）ため、ホットシューの接点は1つだけだった。ただし一部のカメラメーカーは、ファインダーにフラッシュの充電完了表示を行うための接点をさらに1つ追加したが、発光に関する機能が追加されたわけではなく、あれば便利といった程度の機能だった。
1975年に発売されたオリンパスOM-2ではTTL自動調光が採用されたが、この調光のためには撮影用レンズを通った光の測光値をカメラからクリップオンフラッシュへ伝える必要があり、ホットシューにさらに接点が追加された。その後、各メーカーともTTL自動調光を備えたカメラを発売したが、接点の形状・位置・配線はメーカーごとに異なり互換性はない。サードパーティー製のフラッシュの一部ではシュー部分を交換して互換性を持たせているものがある。
さらに近年のデジタルカメラでは、キヤノンのマルチアクセサリーシューのように、動画撮影用機材等を接続するための接点が増やされたものがある。

## 対応アクセサリー
一部の例を挙げる。
- 外付けファインダー
  - 電子ビューファインダー
  - PLファインダー - 一眼レフ以外のフィルムカメラで、PLフィルターを使用するためのファインダー
- フラッシュ
  - オフカメラシューケーブル - フラッシュを本体から離して接続するためのアクセサリー
  - バウンサー - ボールヘッド雲台のような構造をもち、アクセサリーシューとフラッシュの間に装着してフラッシュの角度を変える。一般的に電気的な接続はなく、バウンサー使用時はホットシュー・TTL調光などの機能は使用できなくなる。
  - スレーブユニット - カメラから離れた位置にあるフラッシュを発光させるアクセサリー
  - カメラ内蔵フラッシュ用ディフューザー
- 露出計 - 露出計を搭載しないカメラ向け。特定のカメラ専用品の中には、シャッター速度に連動するものもあった。
- 水準器